# Edoardo Ricci
Edoardo Ricci (* 27. April 1928 in Pignona di Sesta Godano, Provinz La Spezia, Italien; † 28. November 2008 in La Spezia) war römisch-katholischer Bischof von San Miniato.

## Leben
Edoardo Ricci empfing nach seinem Studium der Katholischen Theologie und Philosophie am 8. Oktober 1950 die Priesterweihe. Anschließend studierte er Kunst in Pisa und Kirchengeschichte an der Päpstlichen Universität Gregoriana. 
Papst Johannes Paul II. ernannte ihn 1987 zum Bischof des Bistums San Miniato. Die Bischofsweihe spendete ihm am 7. Juni 1987 der Erzbischof von Florenz, Silvano Kardinal Piovanelli; Mitkonsekratoren waren Siro Silvestri, Bischof von La Spezia, Sarzana e Brugnato, und Giuseppe Bonfigioli, Erzbischof von  Cagliari. 
Er war Gastgeber der Diözesan-Synode von 1996 bis 1999, der ersten nach dem Zweiten Vatikanischen Konzil. Seit 1997 engagierte er sich für die umfassende Restaurierung der Kathedrale von San Miniato „Santissima Maria Assunta e Genesio“.
Seinem altersbedingten Rücktrittsgesuch wurde durch Johannes Paul II. 2004 stattgegeben. Er starb an den Folgen mehrerer Schlaganfälle, die er seit 2006 erlitten hatte.